# Островін
Островін (пол. Ostrowin, нім. Osterwein) — село в Польщі, у гміні Оструда Острудського повіту Вармінсько-Мазурського воєводства.
Населення — 354 особи (2011).

## Демографія
Демографічна структура станом на 31 березня 2011 року:
|          | Загалом | Допрацездатний вік | Працездатний вік | Постпрацездатний вік |
| -------- | ------- | ------------------ | ---------------- | -------------------- |
| Чоловіки | 185     | 38                 | 131              | 16                   |
| Жінки    | 169     | 41                 | 100              | 28                   |
| Разом    | 354     | 79                 | 231              | 44                   |